# 松原末成
松原 末成（まつばら すえなり、1973年4月26日 - ）は、高知県出身の俳優。現代制作舎所属。かつては東映京都撮影所、アクターズアカデミー赤坂に所属していた。
身長175cm。体重76kg。特技は殺陣、乗馬。

## 出演

### 映画
- ニンゲン合格（1999年）
- 金融腐蝕列島〔呪縛〕（1999年）
- 修羅雪姫（2001年） - 護衛
- 荒ぶる魂たち（2002年）
- KT（2002年） - 金命基
- ALIVE（2003年）
- 人類資金（2013年） - 仕手筋
- TheCriminalCity

### テレビドラマ
- 巡査びんびん物語（1999年）
- 月曜ドラマスペシャル 家裁調査官・晶子 - 震える少年（1999年）
- 月曜ミステリー劇場
  - 横山秀夫サスペンス 逆転の夏（2001年）
  - 横山秀夫サスペンス 第5作「囚人のジレンマ」（2004年） - 刑事
  - 横山秀夫サスペンス 第6作「モノクロームの反転」（2005年） - 刑事
  - 横山秀夫サスペンス 三ツ鐘署シリーズ1 深追い（2005年）
- スタアの恋 第9話「サヨナラ」（2001年）
- 女と愛とミステリー
  - 保険調査員・蒲田吟子 第2作「愛の7年殺人事件」（2001年）
  - 不倫調査員・片山由美 第8作「京都・着付け教室美人妻殺人事件」（2006年）
- 黒い十人の女（2002年）
- はんなり菊太郎〜京・公事宿事件帳〜 第3話「ほんまの母」（2002年）
- 土曜ワイド劇場 刑事村上緑子、警察官連続殺人（2003年）
- 女王の教室（2005年）
- 幸せになりたい! 第3話「命がけのロケ現場」（2005年）
- 仮面ライダーキバ（2008年） - 客
- 左目探偵EYE 第5話「謎のマジシャン! 消された死体」（2010年）
- BUNGO -日本文学シネマ- 第4話「高瀬舟」（2010年）
- 横山秀夫サスペンス 第4話「他人の家」（2010年）
- 時々迷々 第12話「その目をさませ!」（2010年）
- 新選組血風録（2011年）
- 八重の桜（2013年） - 天寧獅子
- 水曜ミステリー9 横山秀夫特別企画 永遠の時効（2014年） - 警官
- 月曜名作劇場 横山秀夫サスペンス 陰の季節（2016年） - パトロールの警官

### オリジナルビデオ
- 修羅の女（2016年）

### 舞台
- カメラ・オブ・スキューラー
- 毛皮のマリー
- ジョンシルバー
- マリアの首
- ランナーズハイ

### CM
- パイオニア DVDレコーダー

### VP
- 佐川急便
- 大東建設